# Richard Brooks (Schauspieler)

Richard Brooks

Richard Brooks (* 9. Dezember 1962 in Cleveland) ist ein US-amerikanischer Schauspieler.
Brooks wurde durch seine Rolle als Assistenzstaatsanwalt Paul Robinette in der Krimiserie Law & Order, in der er von 1990 bis 1993 mitwirkte, bekannt. 1996, 2005 und 2006 hatte er jeweils noch einen Gastauftritt. Des Weiteren war Brooks 2002 in der Fernsehserie Firefly – Der Aufbruch der Serenity zu sehen.

## Filmografie (Auswahl)
- 1985: Teenwolf
- 1986: Letzte Ruhe (Resting Place, Fernsehfilm)
- 1987: The Hidden – Das unsagbar Böse (The Hidden)
- 1988: Saigon – Der Tod kennt kein Gesetz (Off Limits)
- 1989: Shocker
- 1989: 84 Charlie Mopic (84C MoPic)
- 1995: Das Chamäleon
- 1996: Mörderischer Tausch (The Substitute)
- 1996: The Crow – Die Rache der Krähe (The Crow: City of Angels)

Fernsehserien:
- 1990–1993, 1996, 2005–2006: Law & Order (69 Folgen)
- 1994: Diagnose: Mord (Diagnosis Murder, Folge 2x12)
- 1995, 1997: Renegade – Gnadenlose Jagd (Renegade, 2 Folgen)
- 1999–2000: G vs E (22 Folgen)
- 2002: Firefly – Der Aufbruch der Serenity (Firefly, Folge 1x10)
- 2013–2019: Being Mary Jane (34 Folgen)
- 2015: Elementary (Folge 3x16)
- 2017: Chicago Justice (Folge 1x02)
- 2017–2018: The Flash (4 Folgen)
- 2019–2023: Good Trouble (11 Folgen)
- 2021: Chicago P.D. (1 Folge)
- 2022: Abbott Elementary (1 Folge)
- 2022: Seattle Firefighters – Die jungen Helden (Station 19, 1 Folge)